# Lismore (New South Wales)

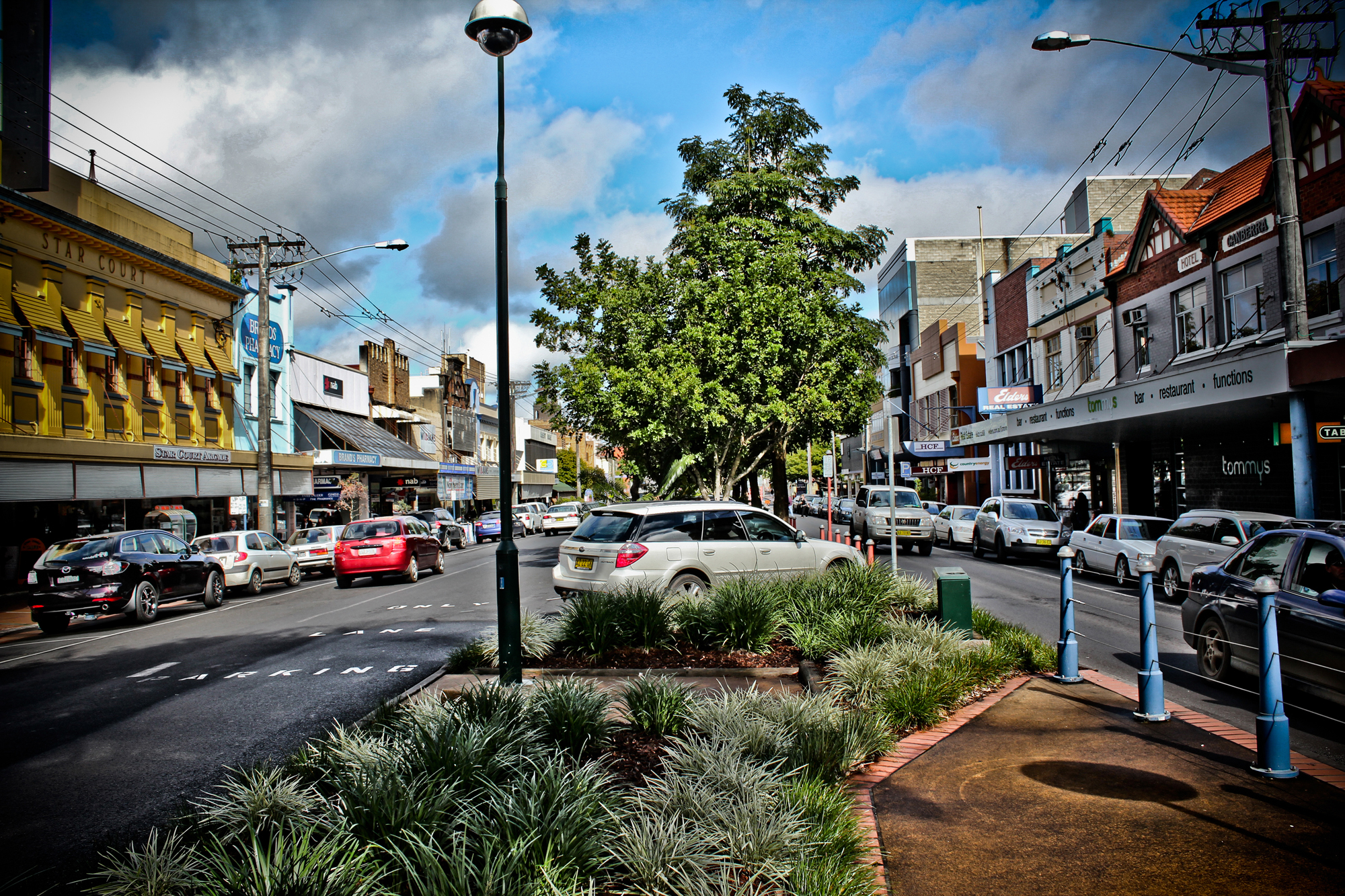
Lismore – Hauptstraße

Lismore ist eine Stadt mit annähernd 28.000 Einwohnern im äußersten Nordosten des australischen Bundesstaats New South Wales, etwa 45 km vom östlichsten Punkt des australischen Kontinents in Byron Bay entfernt. Sie ist die größte Stadt im subtropischen Northern-Rivers-Gebiet und seit 1887 Sitz des römisch-katholischen Bistums Lismore.
Gleichzeitig ist die Stadt das Zentrum des lokalen Verwaltungsgebiets Lismore City. Der Verwaltungssitz befindet sich im Stadtteil Goonellabah.
Die Stadt ist Hauptstandort der Southern Cross University. Darüber hinaus ist sie ein Zentrum für Künstler aller Art und verfügt über zahlreiche Galerien, Studios und Theater.

## Lage und Klima
Die ca. 40 km (Luftlinie) von der Ostküste Australiens entfernte Stadt Lismore liegt am Wilsons River, einem Nebenfluss des Richmond River, in einer Höhe von knapp 15 m. Die bereits im Bundesstaat Queensland gelegene Millionenstadt Brisbane ist knapp 200 km in nördlicher Richtung entfernt. Das Klima ist meist schwülwarm und mit ca. 1020 mm/Jahr eher regnerisch.

## Geschichte
Die Gegend um das heutige Lismore wurde im ausgehenden 18. Jahrhundert von britischen Seefahrern und Prospektoren erkundet. Die Gründung der Stadt erfolgte im Jahr 1856. Sie hatte bei der Volkszählung 2011 eine Einwohnerzahl von 27.569.

## Einwohner
Knapp 83 % der Einwohner sind in Australien geboren; die restlichen 17 % sind hauptsächlich Einwanderer aus vielen Ländern Europas und Südostasiens. Ca. 42 % gehören keiner Religion an, ca. 19 % sind Katholiken, ca. 12 % sind Anglikaner und ca. 4 % sind Presbyterianer und Angehörige einer Reformierten Kirche.

## Überschwemmungen
Lismore wird regelmäßig von Überschwemmungen heimgesucht. Zwischen Februar und März 2022 gab es im Bundesstaat New South Wales heftige Niederschläge, so auch in Lismore. Der Wilson River stieg infolge der Niederschläge auf über 14 m an; weite Teile der Stadt versanken im Wasser.

## Wirtschaft
Die Gegend um Lismore lebte lange Zeit von der Holzwirtschaft und von der Viehzucht. Heute ist Lismore eine Verwaltungs- und Universitätsstadt, die an einer wichtigen Hauptstraße nahe der Goldküste liegt und einen kleinen Flughafen besitzt. Außerdem ist die Stadt mit der Eisenbahn zu erreichen; sie liegt an der Strecke Casino–Coolangatta (Gold Coast). In Casino erhält man Anschluss an der Hauptstrecke Brisbane–Sydney.

## Sonstiges
Am 11. Februar 2005 verschwand die deutsche Backpackerin Simone Strobel auf einem Campingplatz in Lismore und wurde einige Tage später unweit ihres Vans erwürgt aufgefunden.

## Städtepartnerschaften
Lismore pflegt partnerschaftliche und freundschaftliche Beziehungen zu sechs Städten:
- Yamatotakada, Japan, seit 1963 (Sister City Relationship)
- Lismore, Irland, seit 2000 (Sister City Relationship)
- Eau Claire (Wisconsin), Vereinigte Staaten, seit 2001 (Sister City Relationship)
- Makassar (ehemals Ujung Pandang), Indonesien, seit 1981 (Twin Relationship)
- Conegliano und Vittorio Veneto, Italien, seit 1991 (Mutual Friendship Declaration)
- Wudi, China, seit 1998 (Friendly Exchange)

## Söhne und Töchter (Auswahl)
- Thomas William Muldoon (1917–1986), römisch-katholischer Geistlicher, Weihbischof in Sydney
- Patricia Wrightson (1921–2010), Schriftstellerin
- Craig Foster (* 1969), ehemaliger Fußballspieler
- Andrew Barr (* 1973), Politiker
- Adam Pine (* 1976), Schwimmer
- Adam Hughes (* 1982), Fußballspieler
- Fintan Magee (* 1985), Maler, Straßenkünstler
- Maia Mitchell (* 1993), Schauspielerin und Kinderdarstellerin
- Patrick Constable (* 1995), Radsportler
- Jamilla Rankin (* 2003), Fußballspielerin